# Centro Cultural Olga Cadaval

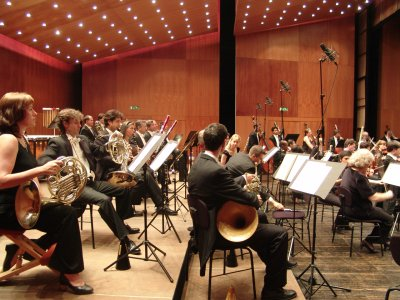
Concha Acústica do Centro Cultural Olga Cadaval

O Centro Cultural Olga Cadaval situa-se em Sintra e assume-se como a principal sala de espectáculos da vila. Possui duas salas de espectáculos, com capacidade para um máximo de 1005 lugares na Sala de Teatro, o Auditório Jorge Sampaio, e de 276 lugares na Sala de Cinema. Tem capacidade para receber 172 artistas em simultâneo. Foi inaugurado em 13 de outubro de 2001 e a sua designação presta homenagem à mecenas Olga Álvares Pereira de Melo, Marquesa de Cadaval, e por isso mesmo conhecida como Olga Cadaval.

## História
Foi construído em 1945, durante o "boom" de construção de salas de cinemas em Portugal, de acordo com desenho do arquitecto Norte Júnior. O Cine Teatro Carlos Manuel, o seu nome original, foi durante muito tempo o único cinema de Sintra.
Considerado um "Teatro à Italiana", e não sendo uma das obras mais importantes arquitectonicamente de Norte Júnior, o antigo Cine Teatro é referido pelo historiador de Arte Jorge Muchagato como de "estilo modernista tardio com elementos 'Art Deco’", sendo uma "obra de um dos mais importantes arquitectos do Século XX" e a "persistência de uma retórica estética num espaço e num meio social regional que a parece evitar, mas que nela, apesar de tudo, se revê".
Em 1985, deflagra um incêndio no Cine Teatro, que destrói o palco, os bastidores, o fosso de orquestra, a plateia e, em parte, o balcão. Nos anos de abandono que se seguiram, foi pontualmente usado por alguns eventos culturais temporários, como a Trienal de Arquitectura, e, desde 1992 a Companhia de Teatro de Sintra.
A Câmara de Sintra decide intervir num edifício que já fazia parte da vida social e cultural dos sintrenses e, em 1987, compra-o e decide-se reconvertê-lo numa nova sala de espectáculos, prioridade depois da vila ter sido considerada Património da Humanidade pela UNESCO, que pudesse receber, entre outros, o do já prestigiado Festival de Sintra.
No edifício em ruína recupera-se o desenho dos anos 40 de Norte Júnior, reconstrói-se a parte ardida num traço contemporâneo que se demarca-se do restante edifício e estabelece-se a ligação, já pensada no projecto original, entre o Centro Cultural e o antigo casino, agora transformado em Museu de Arte Moderna de Sintra.

## O Nome
Olga Maria Nicolis di Robilant, e pelo casamento Álvares Pereira de Melo, Marquesa de Cadaval, figura tutelar, mentora e generosa mecenas do Festival de Sintra e de toda a actividade artístico-cultural de Sintra, nasceu em Turim em 1900. Casou com o Marquês de Cadaval, irmão do Duque de Cadaval, família muito ligada a Sintra. Tornou-se Presidente da Sociedade de Concertos, onde se destacou o papel importantíssimo que desempenhou ao convidar para actuar em Lisboa extraordinários artistas da mais alta reputação em inesquecíveis concertos.
Apoiou vários jovens artistas, que mais tarde se tornariam célebres como Nelson Freire, Roberto Szidon, Martha Argerich, Jacqueline Dupré, Daniel Barenboim, entre outros. Benjamin Britten, grande compositor inglês, foi também um dos seus protegidos. Compôs, em 1964, Curlew River, uma parábola religiosa em sua honra.
Morreu em Lisboa, em 1996.